# Hannele Pokka
Pirkko Hannele Pokka (ur. 25 maja 1952 w Ruovesi) – fińska polityk, prawniczka i nauczycielka akademicka, posłanka do Eduskunty, w latach 1991–1994 minister.

## Życiorys
Ukończyła studia prawnicze, doktoryzowała się w tej dziedzinie w 1991 na Uniwersytecie Helsińskim. W drugiej połowie lat 70. była prawniczką organizacji producentów rolnych.
Zaangażowała się w działalność polityczną w ramach Partii Centrum. W latach 1979–1994 wykonywała mandat posłanki do Eduskunty. W latach 1980–1988 była także radną w Rovaniemi. Od kwietnia 1991 do kwietnia 1994 pełniła funkcję ministra sprawiedliwości w rządzie, którym kierował Esko Aho. W maju 1991 zajmowała dodatkowo stanowisko ministra w ministerstwie spraw społecznych i zdrowia. W latach 1994–2008 sprawowała urząd gubernatora Laponii.
W połowie lat 90. została wykładowczynią prawa ochrony środowiska na Uniwersytecie Lapońskim. W 2008 powołana na główne stanowisko urzędnicze w ministerstwie środowiska, zajmowała je do 2020. Objęła również profesurę na Uniwersytecie Helsińskim.